# Vertakte maanvaren
De vertakte maanvaren (Botrychium matricariifolium) is een varen uit de addertongfamilie (Ophioglossaceae). De soort heeft een verspreidingsgebied over Europa en Noord-Amerika.
De vertakte maanvaren was inheems in Vlaanderen.

## Naamgeving enetymologie
- Synoniem: Botrychium tenebrosum A. A. Eaton (1899)

- Duits: Kamillen-Mondraute
- Engels: Matricary grapefern, Daisy-leaf moonwort
- Frans: Botryche à feuilles de Matricaire

De soortaanduiding matricariifolium heeft betrekking op de gelijkenis van de bladen met die van het geslacht kamille (Matricaria).

## Kenmerken
De vertakte maanvaren is een tot 20 cm hoge, overblijvende, hemikryptofiete plant, met een korte, rechtopstaande rizoom. De planten groeien meestal verspreid. Elke plant bestaat uit één blad met twee componenten, een bladvormig, onvruchtbaar deel of trofofoor, en een iets langere, vruchtbare sporofoor, op een met een gemeenschappelijke succulente steel. De plant is overblijvend, maar de bladen overwinteren niet.
De trofofoor is lichtgroen, kort gesteeld, langer dan breed, smal driehoekig, eenmaal gedeeld, de deelblaadjes aan de basis verbreed, de bladslipjes zeer klein, gelobd of gekarteld, maar nooit genaald. Het geheel doet denken aan het blad van kamille.
De sporofoor is een tot 20 cm lange, rechtopstaande steel met een vertakte, vlezige tros gele tot bruine sporangia. De vruchtbare sporofoor overleeft de onvruchtbare trofofoor, maar verdwijnt zodra de sporen vrij zijn.

## Habitat
De vertakte maanvaren komt voor op min of meer vochtige, voedselarme, zure tot neutrale, silicaatrijke grond op open of halfbeschaduwde plaatsen, zoals op vochtige graslanden, bremvegetatie, bosranden, puinhellingen, duinen en lichte bossen.

## Voorkomen
De vertakte maanvaren komt voor over het noorden en midden van Europa, van Scandinavië tot de Alpen en de Karpaten, oostelijk tot in Rusland. Verder in het noordoosten van de Verenigde Staten en het zuidoosten van Canada.
De vertakte maanvaren zou ooit in Vlaanderen zijn voorgekomen, maar is ten minste sinds 1952 niet meer aangetroffen.
De soort is over zijn hele verspreidingsgebied veel zeldzamer dan de gelobde maanvaren.

## Verwante en gelijkende soorten
De vertakte maanvaren heeft in Europa een aantal nauwe verwanten, waaronder de gelobde maanvaren (Botrychium lunaria), en de kleine maanvaren (Botrychium simplex).
De vertakte maanvaren kan van beide andere onderscheiden worden door zijn succulente steel en zijn langwerpige, gesteelde trofofoor met veervormig gedeelde segmenten.

## Bedreiging en bescherming
In België staat de vertakte maanvaren op de Vlaamse Rode Lijst (planten) als 'Uitgestorven'.